# Криж
Криж (хорв. Križ) — община и одноимённый посёлок в Загребской жупании в Хорватии, расположен недалеко от Иванич-Града.
Количество жителей составляет 1905 человека в посёлке и 7406 человек во всей общине по переписи 2001 года.

## История
Криж является исторически значимым местом и центром так называемого «региона Иванич». История Крижа, или Крижа-под-Обедом, как его называли раньше, тесно связана с историей о Иванич-Граде и Клоштар-Иваниче, хотя это место имеет ещё более раннюю историю.
Криж получил своё название в честь священного памятника — церкви Успения на Святом Кресте. Название «Križ» означает «крест». Впервые Криж косвенно упоминается в документах 1334 года как один из приходов епархии Загреб.
Археологические находки в «Сипчине» близ населенного пункта Окешинац говорят о том, что люди издавна населяли этот регион.
Во время пожара в старой приходской церкви в 1714 году центральный алтарь был сожжен, а шесть лет спустя, в 1720 году, он был заменен новым, с бесценными деревянными скульптурами, являющимся и поныне одним из самых красивых алтарей во всей северной части Хорватии. Высоко ценятся также изделия из золота, датируемые XVIII и XIX веками. Вокруг церкви разбит столетний парк, созданный в 1894 году в подражание английским ландшафтным паркам.

## Экономика и промышленность
На юге муниципалитета находится Жутицкий лес с нефтяным месторождением. На востоке простираются охотничьи угодья леса Велики-Янтак.
Сегодня около 8000 человек проживают в 16 населенных пунктах муниципалитета Криж, занимающего площадь 118 км². Для экономики региона наиболее значимыми являются компании «ДИН-Новоселец» и «Электра-Криж» (компания, распределяющая электроэнергию). После образования независимого государства Хорватия появилось много новых частных предприятий.

## Образование
Образованию в регионе всегда уделялось значительное внимание. Церковная школа существовала ещё в XVII веке.
В 1790 году была открыта первая всеобщая государственная школа, а в 1884 году появилась библиотека и читальный зал.

## Знаменитые земляки
Трнина, Милка — оперная певица